# Forces Armées Centrafricaines

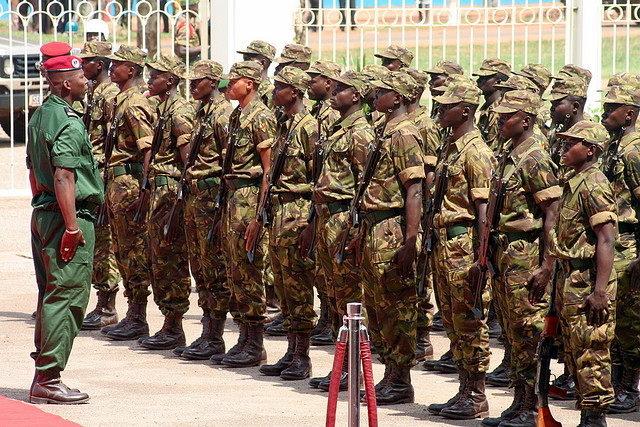
Zentralafrikanische Soldaten in Bangui

Die Forces Armées Centrafricaines (FACA) bilden mit 9.150 Soldaten das Militär der Zentralafrikanischen Republik. Sie verfügt über die Teilstreitkräfte Heer und Luftwaffe. Aufgrund der Binnenlage des Landes verfügt es über keine Marine.

## Allgemeines
Die Wehrpflichtzeit beträgt zwei Jahre, es erfolgt jedoch eine selektive Einberufung zum Militär. Der Verteidigungsetat betrug 2020 rund 40,6 Mio. US-Dollar und damit 1,8 Prozent des Bruttoinlandsprodukts.

## Geschichte
2003 stürzte der Rebellenführer François Bozizé den damaligen Präsidenten Patassé. Bei dem Kampf um Baguia kam es zu schweren Kämpfen.
In der Folge kam es zu einer Absetzung von Patassé und Bozizé ernannte sich zum Präsidenten.
Seit 2012 kommt es zwischen ethnisch-christlichen und ethnisch-muslimischen Milizen zu Kämpfen, hierbei erwies die Armee als nicht in der Lage die Rebellen zurückzudrängen.
Seit 2017 unterstützt Russland mit 175 Militärausbildern und mit Waffen die tschadische Armee. Außerdem kämpften hunderte Söldner der Söldnergruppe Wagner seit 2018 gegen die im Land agierenden Rebellenbündnisse. Die Söldner und Einheiten der regulären zentralafrikanischen Armee haben seitdem große Teile des Landes zurückerobert. 2019 kam es zur Unterzeichnung eines Friedensvertrages.
2021 kam es in der Grenzregion zwischen dem Tschad und der Zentralafrikanischen Republik zu Scharmützeln zwischen den beiden Armeen. Hierbei starben 6 tschadische Soldaten.
Am 29. November 2022 kam es zu Luftangriffe auf eine Armeebasis und auf ein Camp der Söldnerorganisation Wagner.
Der russische Botschafter in der Zentralafrikanischen Republik gab zu, dass zum Januar 2023 1890 russische Söldner allein in der Zentralafrikanischen Republik stationiert sind.

## Ausländische Militärpräsenz

### UN-Mission und AU-Mission
Am 10. April 2014 stimmte der UN-Sicherheitsrat in der UN-Resolutionen 2149 zur Entsendung einer Blauhelm-Mission, der Operation MINUSCA.
Die Stärke bestand aus 10000 Blauhelm-Soldaten und 1800 Polizisten. Die Aufgabe der Mission bestand darin, Zivilisten zu schützen, die Unterstützung zur Organisation von Wahlen, sowie die Entwaffnung und Wiedereingliederung der vielen Rebellen. Zum Ende der Operation wurde die Mission MINUSCA von der französischen Fremdenlegion und von der Mission der Afrikanischen Union (AU) abgelöst.
Die Operation der AU MISCA hierbei stellen afrikanische Staaten sowie Bangladesch und Pakistan militärisches Personal zur Verfügung.
Die Mission MINUSCA wurde 2015 wieder aufgenommen und umfasst derzeit 14400 UN-Blauhelme und 3020 Polizisten.
Die Mehrzahl der UN-Blauhelme stellen hierbei afrikanische Länder, sowie Bangladesch, Pakistan und Indonesien.
Die 13525 Mann starke AU-Mission MISCA kann aber z.B den Schutz der Zivilbevölkerung, aufgrund der Größe des Landes nicht sicherstellen.
2020 kam es mit gemäßigten Rebellengruppen zu einem von der AU ausgehandelten Friedensabkommen.

### Französische Militärintervention
2013 stationierte Frankreich 2500 Soldaten in der Zentralafrikanischen Republik. 2013 starben 2 französische Fallschirmjäger der Fremdenlegion bei Kämpfen mit Aufständischen.
Sie sollten für Sicherheit und Ordnung in dem instabilen Land sorgen. Anfang 2016 waren noch 600 französische Fremdenlegionäre in der Zentralafrikanischen Republik stationiert. Frankreich wollte bereits 2016 sein Militär abziehen, verlängerte aber das Mandat, bei geringer Truppenstärke. Anfang 2022 entschied die französische Regierung schließlich die letzten 180 französischen Soldaten endgültig abzuziehen. Dies erfolgt in mehreren Stufen. Gründe hierfür sind Spannungen zwischen der derzeitigen Militärregierung.
Zum Dezember 2022 verließen das letzte französische Kontingent mit 68 Soldaten die Zentralafrikanische Republik.

## Beziehung der Armee zur Bevölkerung
2003 putsche der damalige Politiker Bozizé, die damalige Regierung. Bei Kämpfen um die Hauptstadt kam es zum Beschuss von zivil genutzten Gebäuden.
Ihm treue Truppen plünderten daraufhin wahllos Häuser, vergewaltigten und ermordeten politische Gegner. Es kam außerdem zu Hinrichtungen, die von der Regierung gebilligt wurden. Seit 2006 fanden solche Verbrechen regelmäßig statt. Das nationale Justizsystem griff hierbei nicht ein, Ende 2006 gab es laut UN zu 150000 Menschenrechtsverletzungen. Im Jahr 2014 gab es laut UN-Flüchtlingshilfswerk 1 Million Binnenflüchtlinge innerhalb der Zentralafrikanischen Republik
Seit 2018 befinden sich Söldner der russischen Söldnerfirma Wagner in der Zentralafrikanischen Republik. Zumeist operiert die reguläre Armee und die Wagner-Söldner zusammen.
Hierbei kam es nachweislich laut einem UN-Bericht in den Jahren 2018–21 zu Verbrechen an der Zivilbevölkerung.

## Heer
Das zentralafrikanische Heer mit 9.000 Angehörigen verfügt u. a. über folgende Ausrüstung, die größtenteils vom IISS als nicht einsatzfähig deklariert wird.
Die meiste Ausrüstung der Armee wurde von Séléka-Kämpfern in den Jahren 2012–2014 erbeutet. Unmittelbar nach dem Krieg war die Armee nur noch im Besitz von 70 Gewehren.
Tausende Handwaffen der Präsidentengarde wurden auf den Schwarzmarkt gehandelt.
2018 spendete Russland leichte Waffen. Es wurden 900 Pistolen, 5200 Sturmgewehre und 250 schultergestützte Panzerabwehrlenkwaffen der Armee übergeben.
| Typ                        | Herkunft               | Funktion                | Kaliber | Anzahl |
| -------------------------- | ---------------------- | ----------------------- | ------- | ------ |
| T-55                       | Sowjetunion            | Kampfpanzer             |         | 3      |
| Ferret                     | Vereinigtes Königreich | Spähpanzer              |         | 8      |
| BRDM-2                     | Sowjetunion            | Spähpanzer              |         | 21     |
| Ratel                      | Südafrika              | Schützenpanzer          |         | 18     |
| BTR-152                    | Sowjetunion            | Mannschaftstransporter  |         | 4      |
| Véhicule de l’avant blindé | Frankreich             | Mannschaftstransporter  |         | 10+    |
|                            |                        | Mörser                  | 81 mm   |        |
| M-1943                     | Sowjetunion            | Mörser                  | 120 mm  | 12     |
| M40                        | Vereinigte Staaten     | Rückstoßfreies Geschütz | 105 mm  | 14     |

Ehemalige Ausrüstung: ACMAT; OT-90

## Garde républicaine (GR)
Die Präsidentengarde (garde présidentielle) oder Republikanische Garde ist eine eigene Teilstreitkraft, ist aber operativ dem Heereskommando unterstellt.
Seit 2010 wird Präsidentengarde von sudanesischen und südafrikanischen Soldaten ausgebildet, wobei sie materielle Unterstützung aus Deutschland und Belgien erhalten.
Zunächst bestand die Präsidentengarde 2003 aus dem Präsidenten Bozizé treue Kämpfer. Dabei kam es zu zahlreichen Menschenrechtsverletzungen.
Nur wenige Wochen nach Bozizés Machtübernahme kam es in der Hauptstadt Raiguin zu einem Generalstreik gegen die Präsidentengarde.
Da die Präsidentengarde sich zum parallelen Staat entwickelt hat, scheiterten bisherige Versuche die Präsidentengarde zu reformieren.

### Unités Spéciales Mixtes de Sécurité
In den Jahren 2019–2021 schaffte die zentralafrikanische Regierung drei gemischte Spezialsicherheitseinheiten, die zu 40 Prozent aus Regierungssoldaten und 60 Prozent aus ehemaligen Rebellen bestehen.
Hierbei soll die nominell der Präsidentengarde unterstellte Einheit die Aufrechterhaltung von Transport- und Wirtschaftswesen Sicherstellen.

## Luftwaffe

Kokarde der Force Aérienne Centrafricaine

Die zentralafrikanische Luftwaffe (französisch Force Aérienne Centrafricaine), mit ca. 150 Soldaten, verfügt über folgende Ausrüstung:
Die Luftwaffe gilt als größtenteils funktionsunfähig. Französische Dassault Mirage Flugzeuge waren häufig über dem Land im Einsatz. Die französischen Luftwaffe wurde 2014 abgezogen.
Einigen Quellen zufolge nutzte der ehemalige Präsident Bozizé aus der Bergbaukonzession des Landes dazu zwei ehemalige ukrainische Mil-Mi 8 und eine aus den 1970er-Jahren stammte C-130 Hercules zu kaufen.
Ende 2019 erwog Serbien 2 Soko J-22 leichte Angriffsflugzeuge an die Zentralafrikanische Republik zu liefern.
| Typ                | Herkunft               | Funktion              | Version | Anzahl | Anmerkung   |
| ------------------ | ---------------------- | --------------------- | ------- | ------ | ----------- |
| C-130 Hercules     | Vereinigte Staaten     | Transportflugzeug     | C-130A  | 1      | eingelagert |
| BN-2 Islander      | Vereinigtes Königreich | Transportflugzeug     |         | 3      |             |
| Cessna 172 Skyhawk | Vereinigte Staaten     | Transportflugzeug     | 172RJ   | 1      |             |
| J300 Joker         | Frankreich             | Transportflugzeug     |         | 2      |             |
| AS350 Ecureuil     | Frankreich             | Mehrzweckhubschrauber |         | 1      |             |

Ehemalige Luftfahrzeuge: Aermacchi AL-60; Mil Mi-8

## Gendarmerie
Die zentralafrikanische Gendarmerie mit 1.000 Angehörigen untersteht dem Innenministerium, ist jedoch Teil des zentralafrikanischen Militärs.

## Einsätze
Die FACA haben im Jahr 2012 der Regional Task Force 350 Soldaten nach Obo entsandt.